# Кукласи
Кукласи (ест. Kuklasõ) — село в Естонії, входить до складу волості Риуге, повіту Вирумаа.